# Југослава Драшковић
Југослава Драшковић (Бачка Паланка, 25. децембар 1968) српска је глумица.

## Биографија
Југослава Драшковић рођена је 25. децембра 1968. године у Бачкој Паланци. Завршила је новосадску Позоришну академију у класи Радета Шербеџије. Прославила се 1994. године, када је заменила Дубравку Мијатовић у улози Ђурђине Голубовић у ТВ серији Срећни људи, а 1996. године, након завршетка серије, повукла се из глуме на телевизији и филму, али је наставила да глуми у дечијем Позоришту Пуж где је, заједно са Бранком Милићевићем, имала водеће улоге у више представа. Данас се бави филмском дистрибуцијом у породичној фирми Арт Виста. Била је удата за Зорана Цветановића, продуцента и власника велике биоскопске мреже у Србији, са којим има ћерку Машу.

## Филмографија
| Год.       | Назив           | Улога                         |
| ---------- | --------------- | ----------------------------- |
| 1992.      | Ми нисмо анђели | плавуша                       |
| 1994.      | Тањавања        |                               |
| 1994–1996. | Срећни људи     | Ђурђина Ђина Голубовић        |
| 1995.      | Исидора         | млада Исидора Секулић         |
| 2017.      | Врати се Зоне   | Ташана                        |
| 2019.      | Петак 13. II    | Кристина                      |
| 2020-2023. | Игра судбине    | Божидарка Шубаревић “Брзутка” |
| 2020.      | Ургентни центар | Радница у сигурној кући       |